# Parc national des îles Familiales
Le parc national des îles Familiales (en anglais : Family Islands National Park) est un parc national australien comprenant un groupe d'îles continentales situées non loin de la côte, à mi-chemin entre Cairns et Townsville, dans l'Extrême-Nord du Queensland. La majeure partie de la zone a été désignée comme faisant partie du parc national.
Il y a environ 8 000 ans, les îles faisaient encore partie du continent, jusqu'à ce que le niveau de la mer augmente.

## Îles
Les plus grandes des îles Familiales, leurs noms autochtones et leur position dans la « famille » sont :
- Dunk Island (Coonanglebah) - le père
- Richards Island (Bedarra) - la mère
- Wheeler Island (Toolgbar) et Coombe Island (Coomba) - les jumeaux
- Smith Island (Kurrumbah), Bowden Island (Budjoo) et Hudson Island (Coolah) - les triplés

Il existe également de plus petites îles :
- Kumboola, qui est reliée à Dunk Island à marée basse
- Mound Island (Purtaboi), qui est protégée en tant qu'habitat de nidification des oiseaux de mer
- Woln Garin, une petite île située au sud-est de Dunk Island, connue localement sous le nom de « 40ft Rock »
- Battleship Rock (Pee-Rahm-Ah), nommé en raison de sa forme distinctive vue du nord
- Thorpe Island (Ti mana), qui est une propriété privée avec une résidence. C'est la seule île australienne détenue en pleine propriété

Les noms anglais des îles reflètent les noms des officiers à bord du navire d'étude HMS Paluma : Lieutenant G. Richards, commandant ; Les lieutenants Wheeler, Combe et Bowden-Smith ; Dr Thorpe, chirurgien ; Hudson, ingénieur.